# AirBaltic
airBaltic je národní lotyšská letecká společnost, s hlavní základnou na letišti Riga a sídlí poblíž téhož města – Rigy. Společnost má další základny na letišti ve Vilniusu a Tallinnu. Společnost je z 80 % vlastněna státem, z 20 % soukromým investorem.

## Historie
Společnost Air Baltic byla založena 28. srpna 1995, první let se konal 1. října téhož roku. V roce 2004 společnost své působení rozšířila i do hlavního města Litvy – Vilniusu, byla přejmenována na AirBaltic.
Společnost byla ztrátová a vzniklo spoustu politických skandálů. V roce 2011 společnost oznámila, že propustí polovinu svých zaměstnanců a zrušila přibližně 700 letů, aby zamezila ztrátám a uzemnění. Do společnosti investovala lotyšská vláda přibližně 100 milionů latů.
Společnost dostala nového generálního ředitele Martina Gausse, ten byl dříve generální ředitel u zkrachovalé maďarské letecké společnosti Malév. Od této doby nastala expanze, společnost se stala prvním provozovatelem letadla Airbus A220-300, ze kterého vytvořila základ své flotily.

## Destinace

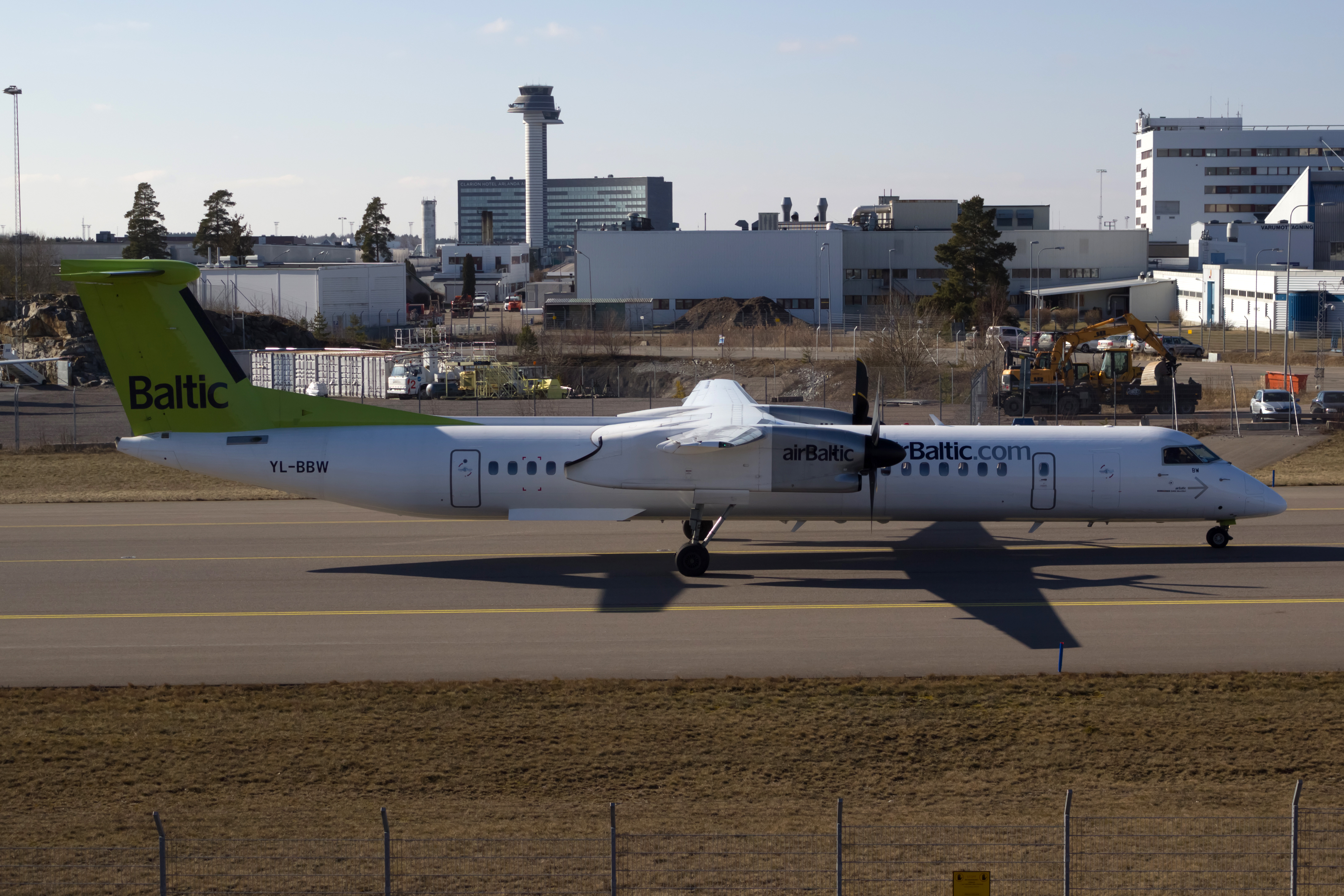
DHC-8-400 airBaltic

airBaltic provozovala v říjnu 2016 lety do 60 destinací především v Evropě a také Asii.

### Praha
Společnost airBaltic začala létat do Prahy–Ruzyně z Rigy pravidelně 14. června 1999 s frekvencí třikrát týdně provozovanou letounem Fokker 50 (poprvé letoun imatrikulace YL-BAR). Dne 25. března 2000 byla ale kvůli malému vytížení ukončena.
airBaltic linky do Prahy obnovil 11. listopadu 2002 letounem Fokker 50, opět s třemi týdenními frekvencemi. Později byla linka opět zrušena.
Již potřetí byla linka znovuzahájena 1. ledna 2013 s letounem DHC-8, po tom co ČSA od linky do Rigy kvůli úsporným opatřením ustoupily. Později od března 2016 přidala společnost díky velkému zájmu k dosavadním třem další dvě frekvence týdně. Od zimní sezóny 2018/2019 byly navýšeny frekvence letů na deset týdně, v letní sezóně 2019 na jedenáct týdně. Od 2. dubna 2019 linku obsluhuje kapacitně větší, pohodlnější a rychlejší Airbus A220.

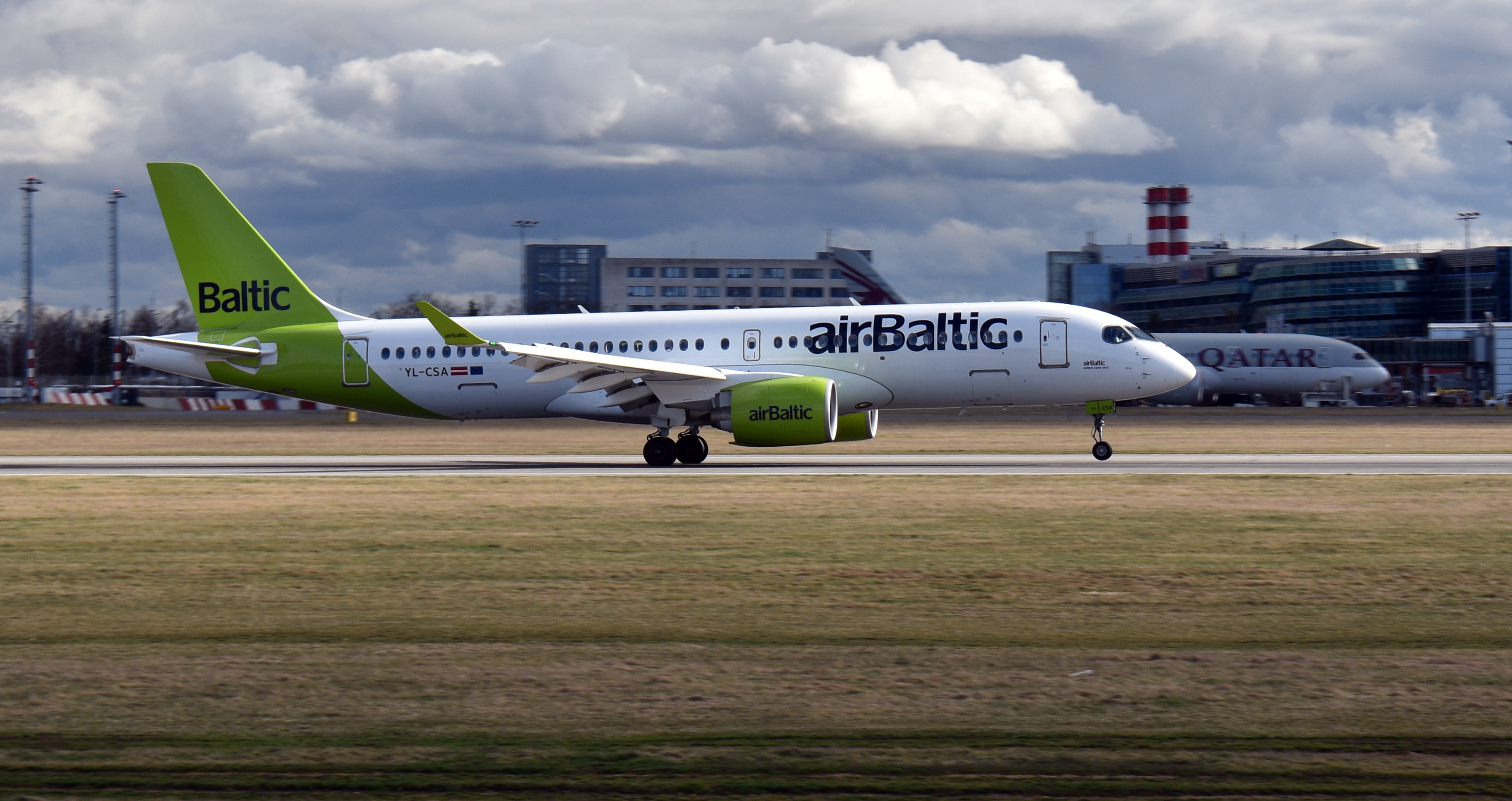
Airbus A220 v Praze.

### Codeshare
airBaltic má také několik codeshare dopravců, nepatří do žádné z aliancí leteckých společností:
| - Aegean Airlines - Aeroflot - Air France - Air Serbia - Alitalia - Austrian Airlines | - Belavia - British Airways - Brussels Airlines - České aerolinie - Etihad Airways - Georgian Airways - Iberia | - KLM - LOT - Scandinavian Airlines - TAROM - Ukraine International Airlines - Uzbekistan Airways |

## Flotila

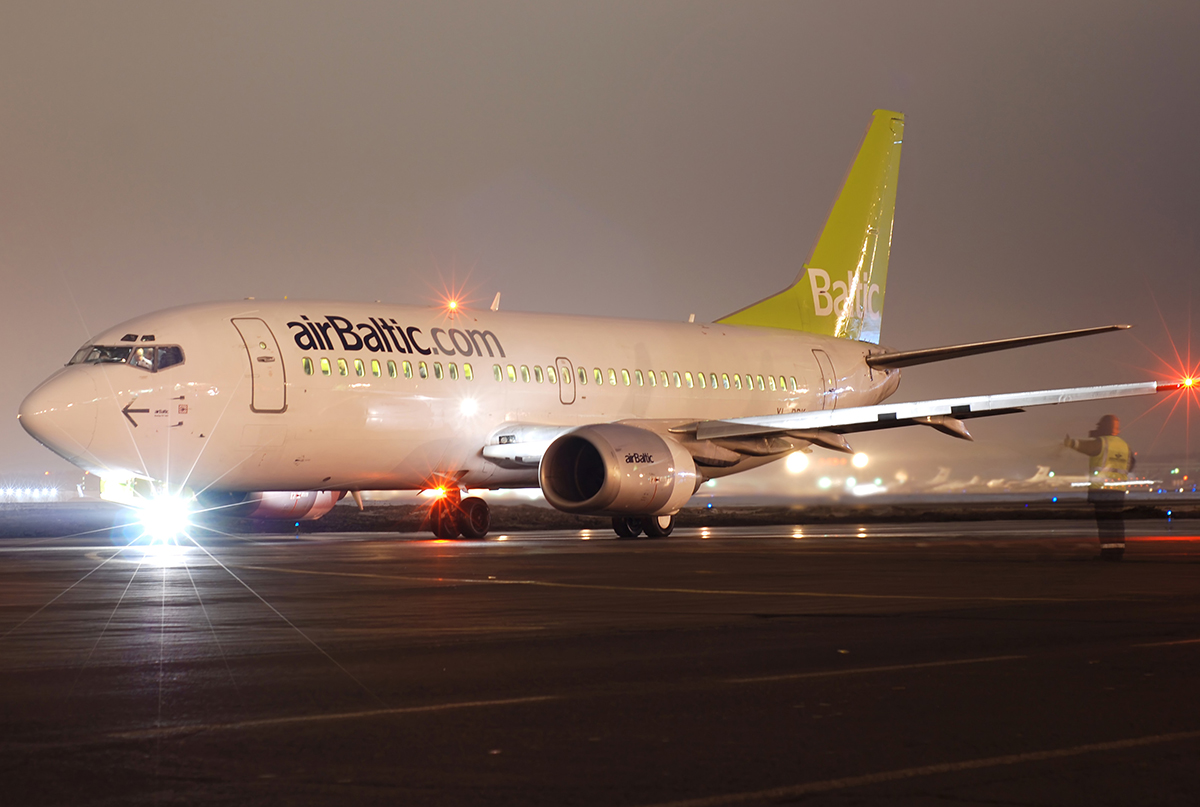
Boeing 737-300 airBaltic

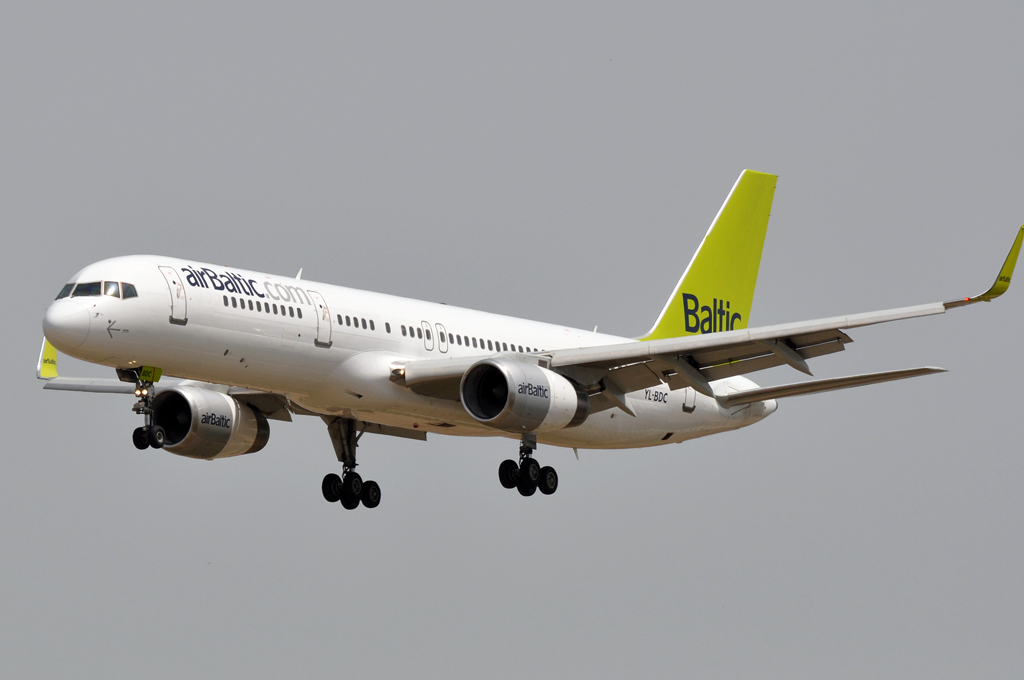
V minulosti společnost provozovala také dva letouny Boeing 757-200

### Současná
V červnu roku 2024 společnost airBaltic provozovala letadla:
| Letadlo         | Počet | Objednávky | Cestující  | Poznámky |
| Letadlo         | Počet | Objednávky | Celkem (Y) | Poznámky |
| --------------- | ----- | ---------- | ---------- | -------- |
| Airbus A220-300 | 48    | 42         | 145-149    |          |
| Celkem          | 32    | 18         |            |          |

### Historická
airBaltic v minulosti provozovalo následující typy letadel:
- Airbus A319
- Bombardier Dash 8
- Boeing 737-300
- Avro RJ70
- BAe 146
- Boeing 737-500
- Boeing 757
- Fokker 50
- Saab 340

V srpnu 2024 se společnost rozhodla, že 48 letadel pojmenuje po 48 městech z každé pobaltské země. Díky českým hlasujícím vyniklo zejména estonské město Kunda.